# Alnus jorullensis
Alnus jorullensis es una especie arbórea perteneciente a la familia de las betuláceas, nativa de México hasta el sur de América por la zona andina hasta el noroeste de Argentina

## Descripción
Se trata de un árbol que alcanza los 20 m de altura. Las hojas son elípticas a obovadas de 5-16 cm de largo, de textura coriácea, con un margen sinuado o serrado y glándulas en la parte inferior. Inflorescencias masculinas en amentos de 3 - 11 cm de largo; inflorescencias femeninas 2 - 4 mm de largo. Infrutescencias similares a conos ovoides, 11 - 29 mm de largo.

## Distribución
Especie nativa del centro y sur de México hasta el sur de América por la zona andina hasta el noroeste de Argentina, entre los 1000 y 3800 m de elevación.

## Nombres Comunes
Aile, Aliso, Aliso del Cerro

## Taxonomía
Alnus jorullensis fue descrito por Kunth y publicado en Nova Genera et Species Plantarum (quarto ed.) 2: 20. 1817.
Etimología
Alnus: nombre genérico del latín clásico para este género.
jorullensis: epíteto derivado del volcán El Jorullo
Variedades
- Alnus jorullensis subsp. jorullensis
- Alnus jorullensis subsp. lutea Furlow[4]

Sinonimia
- Alnus acuminata var. jorullensis (Kunth) Regel[5][6][7]